# Darwin, la evolución de la teoría
Darwin, la evolución de la teoría es una historieta de Jordi Bayarri financiada mediante micromecenazgo que forma parte de la Colección Científicos.

## Creación y publicación
En 2009, con motivo del 200 aniversario del nacimiento del científico Charles Darwin, el Consell Valencià de Cultura de la Generalitat Valenciana le propuso a Jordi Bayarri que realizase una historieta en valenciano.
Una vez realizada la historieta en valenciano, a Bayarri se le ocurrió la idea de realizar una serie de historietas científicas. La idea interesó al Consejo Superior de Investigaciones Científicas, aunque la colaboración no llegó a realizarse. Por ello, decidió publicar en su lugar la serie de historietas mediante el micromecenazgo en Lánzanos. Pidió 4000 euros en un plazo de cincuenta días. Una vez acabado el plazo, la historieta consiguió 272 euros más que lo que pidió.
La historieta se publicó el 23 de noviembre de 2012.

## Características
Darwin, la evolución de la teoría es el primer número de la colección "Colección Científicos" en donde se trata de manera sencilla y de carácter divulgativo la vida del naturalista Charles Darwin.